# Departamento El Alto
Das Departamento El Alto liegt im Zentrum der Provinz Catamarca im Nordwesten Argentiniens und ist eine der 16 Verwaltungseinheiten der Provinz.
Es grenzt im Norden an das Departamento Santa Rosa, im Osten an die Provinz Santiago del Estero, im Süden an die Departamentos La Paz und Ancasti und im Westen an die Departamentos Valle Viejo und Paclín.
Die Hauptstadt des Departamento ist das gleichnamige El Alto.

## Städte und Gemeinden
Das Departamento El Alto ist in folgende Orte (Localidades) aufgeteilt:
- El Alto
- Guayamba
- Infanzón
- Los Corrales
- Tapso
- Vilismán

Außerdem gibt es die nachstehenden Kleinstsiedlungen (Parajes):
| Achalco           | Albigasta        | Ayapaso              | Bajo Hondo         | Calera del Sauce  | Cana Cruz        |
| Chañar Laguna     | Choya Viejo      | Collagasta           | Colonia de Achalco | Corpus Yaco       | Corralito        |
| El Chuapi         | El Durazno       | El Hornito           | El Lindero         | El Molino         | El Pantanillo    |
| El Puestito       | El Rosario       | Estancia de Jerez    | Francisco Lorenzo  | Guanaschi         | Huaico Honco     |
| Ichipuca          | Iloga            | Inacillo             | La Bebida          | La Calera         | La Chilca        |
| La Costa          | La Higuera       | La Huerta            | La Quebrada        | La Quebrada Honda | La Tuna          |
| Las Cananas       | Las Cuestecillas | Las Encrucijadas     | Las Juntas         | Las Piedritas     | Los Álamos       |
| Los Algarrobos    | Los Mertecos     | Los Pozos            | Los Sauces         | Los Tarquitos     | Ojo de Agua      |
| Oyola             | Pozo Grande      | Puerta de Molle Yaco | Puesto de Názar    | Puesto Ponce      | Río Los Morteros |
| Rodeo Chiquito    | San Francisco    | San Jerónimo         | San Martín         | Sauce Huacho      | Simogasta        |
| Tabigasta         | Taco Yaco        | Talasi               | Tintigasta         | Villa El Alto     | Villa Isabel     |
| Villapa de Arriba | Yaco Yaci        |                      |                    |                   |                  |